# Osterbur
Osterbur war ein Kirchdorf im Harlingerland, einem Landstrich an der Nordseeküste in Ostfriesland. Das Dorf lag etwa 400 Meter nördlich von Westerbur und bildete gemeinsam mit diesem sowie mit Middelsbur eine Warftenreihe auf einem ehemaligen Uferwall der Dornumer Bucht. Dieser war schon lange vor dem Deichbau besiedelt. Die Warfenreihe entstand mit Sicherheit um Christi Geburt. Der Ortsname bedeutet die im Osten gelegene Bauerschaft.
Die Allerheiligenflut vom 31. Oktober bis 2. November 1532 zerriss die vor Osterbur liegende Deichkette. Die Deichlinie wurde vermutlich 1570 bis an die Warft von Westerbur zurückgezogen. Auf seiner Ostfrieslandkarte von 1592 verzeichnet David Fabricius Osterbur im Watt. Das Dorf war damals also bereits aufgegeben und versunken. Aber noch 1684 erwähnt Balthasar Arend Osterbur: „Hinter dem jetzigen Seedeich ins Watt gegen Mittelbuhr ins Norden ist vormalen eine Kirche gestanden, Osterbuhr genannt, welche durch Gewalt des Wassers ist hinweggerissen worden, davon bei niedrigen Gewässern im Watt die großen Flinten und Grundsteine annoch können gesehen werden.“ Offenbar verblieb ein Teil der alten Gemarkung Osterbur hinter der neuen Deichlinie. Für diese Reste blieb der Flurname Osterbur bis heute erhalten.